# Šahy
Šahy (fino al 1927 Ipolské Šiahy, in ungherese Ipolyság, in tedesco - raro - Eipelschlag) è una città della Slovacchia facente parte del distretto di Levice, nella regione di Nitra.

## Geografia fisica
Šahy è situata sulla riva destra del fiume Ipeľ, che segna il confine slovacco-ungherese ed appartiene amministrativamente al distretto di Levice, facente parte a sua volta della regione di Nitra. La popolazione della città, che ammonta a 8 061 abitanti, è composta per il 62,2% da ungheresi, per il 34,6% da slovacchi e per il resto da cechi e rom.

## Storia
Citata per la prima volta nel 1237 con il nome di Saag, la città appartenne per secoli al Regno d'Ungheria e da ultimo funse da capoluogo del comitato di Hont; in seguito allo smembramento dell'Impero austro-ungarico (1919) passò alla neonata Cecoslovacchia. Nel 1938, per effetto del primo arbitrato di Vienna, tornò all'Ungheria e durante la Seconda guerra mondiale i cittadini di religione ebraica (circa 1/4 della popolazione) vennero deportati nei campi di sterminio. Nel 1945 Šahy fu restituita allo stato cecoslovacco e dal 1993 fa parte della Slovacchia indipendente.
La città si è gradualmente estesa fino ad inglobare gli abitati di Preseľany nad Ipľom (1980) e Tešmák (1986).